# Mavka e la foresta incantata
Mavka e la foresta incantata (in ucraino Мавка. Лісова пісня?, Mavka. Lisova pisnja) è un film d'animazione ucraino del 2023, diretto da Oleh Malamuž e Oleksandra Ruban. Basato sull'opera teatrale del 1918 Il canto della foresta della poetessa Lesja Ukraïnka, il film trae ispirazione dalla mitologia popolare ucraina e slava. Il film è stato presentato in anteprima in Ucraina il 2 marzo 2023.

## Trama
Molti anni fa, il proprietario di una segheria oltrepassò la Montagna Oscura nella Foresta Incantata sperando di trovare una cura per la figlia neonata che era malata. Lesh, il guardiano della foresta, gli dà una singola goccia dell'Albero della Vita, la fonte del potere della foresta, per curare sua figlia. Volendo tutto il potere per sé, il proprietario della segheria torna con un esercito di abitanti del villaggio. La battaglia che ne segue finisce nel caos e gli abitanti della foresta, su richiesta di Lesh, chiudono l'ingresso alla Foresta Incantata.
Ai giorni nostri, una virtuosa ninfa di nome Mavka, si sveglia in primavera insieme al resto degli abitanti della foresta, tra cui il suo amico Hush e il suo compagno gattino-rana Swampy. L'abbondante gentilezza di Mavka è criticata dalle altre ninfe, in particolare da Ondina, una ninfa dell'acqua. In un villaggio vicino, un giovane musicista di nome Lukas, spinto dalla necessità di curare lo zio Leo da una malattia, entra nella Foresta Incantata per trovare l'albero della Fonte della Vita su suggerimento di Kylina, la figlia adulta del defunto proprietario della segheria, che vuole usare il potere nutritivo dell'albero per ottenere l'eterna giovinezza per se stessa. Quando si incontrano, Mavka tenta di spaventare Lukas, ma una volta che Lukas suona la sua sopilka, lei si innamora del suo talento musicale. Pensando che Lukas non sia malvagio, Mavka si offre di dargli una cura per suo zio e Lukas promette di lasciare la foresta. Promette anche di suonare la sua musica per ringraziarla. Hush accetta con riluttanza di aiutarli. Dopo avergli mostrato la foresta e aver trascorso del tempo insieme, sorgono dei sentimenti tra Mavka e Lukas.
Lesh convoca gli abitanti della foresta all'Albero della Vita con Lukas sotto mentite spoglie. Lesh annuncia che un nuovo Guardiano deve prendere il suo posto e durante il rituale gli Spiriti Supremi della Natura scelgono Mavka. Ondina si oppone alla scelta. Lukas parla in difesa di Mavka, ma Ondina vede attraverso il suo travestimento e viene cacciato. Mavka permette a Lukas di fuggire e gli dà una goccia dall'albero della Fonte della Vita per curare suo zio, ma lui non ha il tempo di suonare la sua musica per lei come aveva promesso. Ondina la rimprovera per averlo lasciato andare e poi la avverte che alla fine la tradirà. Quando Lukas torna, Kylina non è convinta che sia tornato a mani vuote, così ordina al suo stilista, Frol, di tenerlo d'occhio.
Il giorno seguente, notando che Lukas aveva lasciato cadere la sua sopilka durante la sua fuga, Mavka si traveste per sembrare umana e si reca al villaggio con Swampy per restituire la sopilka a Lukas e per cercare di fare pace con gli umani. Lukas invita Mavka a partecipare alla festa di primavera del villaggio e lei accetta. Alla festa, le regala un vestito di Vyšyvanka e un ciondolo che ha realizzato con quattro rune scolpite che simboleggiano gli elementi della natura. A loro piacciono le danze popolari e Lukas cerca di mantenere la sua promessa di suonare la sua musica per Mavka. Tuttavia, quando suona, la sua musica scioglie il travestimento di Mavka e la rivela come una ninfa al villaggio. Cogliendo l'occasione, Kylina rinchiude Lukas nel seminterrato della villa e mette gli abitanti del villaggio contro Mavka, ma Lesh la salva. Lesh racconta a Mavka la storia di ciò che era accaduto molti anni prima, e di come una volta abbia usato la Scintilla della Rabbia, un potere pirocinetico conferitogli dallo Spirito Supremo del Fuoco, Colui Che Siede nella Roccia. Ma quel potere aveva un prezzo, il prezzo era la sua immensa forza. Le dice che il rapporto tra gli esseri umani e la foresta è un ciclo infinito di fuoco e morte.
Kylina cerca di convincere Lukas a segnare la posizione dell'albero della Fonte della Vita sulla sua mappa, ma lui rifiuta. Quando scopre che Kylina ha catturato Mavka, accetta le sue richieste, solo per rendersi conto che Frol era travestito da Mavka. Kylina annega Lukas nel suo seminterrato e poi raduna gli abitanti del villaggio per razziare la foresta. Mavka cerca di far ragionare Kylina raccontandole la storia di suo padre, il proprietario della segheria, ma Kylina rivela che lei non è la figlia del proprietario della segheria, ma è invece sua moglie e che lei gli ha fatto mentire sul fatto che la loro "figlia" fosse malata e anche che era la mente dietro la battaglia di molti anni prima a causa del suo egoistico desiderio di immortalità e bellezza eterna. Kylina quindi mente e manipola Mavka dicendole che Lukas ha approfittato della sua gentilezza e ha venduto la posizione dell'Albero della Vita per soldi. Inizia una battaglia tra gli umani e gli abitanti della foresta. Mavka, triste per il rimpianto, evoca Colui Che Siede nella Roccia per conferirle la Scintilla della Rabbia, promettendo di pagare il prezzo con la sua vita. Con il potere della Scintilla della Rabbia, scaccia gli abitanti del villaggio dalla Foresta Incantata, ma perde il suo senso di empatia e scaccia anche gli abitanti della foresta. Una tempesta di fuoco mortale si abbatte sul villaggio.
Hush, Swampy e Dot, il cane di Lukas, salvano Lukas dall'annegamento e insieme si precipitano per impedire a Mavka di decimare il villaggio. Rendendosi conto che Mavka non riesce a sentire le sue parole, Lukas suona la sua sopilka, ispirando gli abitanti del villaggio e gli abitanti della foresta a cantare insieme nel tentativo di svegliare Mavka dalla sua trance e fermare la tempesta di fuoco. Ci riescono, ma Makva è vicina alla morte e Lukas piange mentre la supplica di tornare. Mentre l'anima di Mavka giace nel Vuoto, si rende conto che Lukas non l'ha mai tradita. Colui Che Siede nella Roccia riafferma che lui e gli Spiriti Supremi hanno fatto la scelta giusta scegliendo Mavka come Guardiana, poiché ha colmato il divario tra gli umani e gli abitanti della foresta, ma dal momento che si è offerta di pagare il prezzo con la sua vita, ora deve rimanere nel Vuoto per tutta l'eternità. Mavka rifiuta, dicendo che il suo cuore è ora pieno e non morirà mai. Impressionata da questo, gli Spiriti Supremi la riportano in vita e lei si risveglia. Mavka e Lukas si baciano mentre riaffermano il loro amore e gli abitanti del villaggio e gli abitanti della foresta accettano di smettere di combattere e fare la pace.
In una scena post-credit, Kylina trova l'Albero della Vita dopo essere stata esiliata e si bagna nel suo potere e di conseguenza regredisce in una bambina.

## Colonna sonora
Il film presenta versioni animate dei membri della band ucraina, DakhaBrakha, con la sua colonna sonora con musica composta dalla band.
Il team di produzione ha ricreato autentici elementi di danza e cerimoniali con l'aiuto di esperti del Centro Nazionale per la Cultura Popolare del Museo Ivan Hončar. La sequenza musicale include un'autentica vesnyanka ("canzone popolare primaverile") eseguita da DakhaBrakha, con i musicisti che non solo creano la musica, ma anche le loro sembianze che appaiono in forma animata come gli amici di Lukas, i musicisti del villaggio.

## Produzione
È stato riferito per la prima volta nel settembre 2015 che Film.UA stava lavorando a un lungometraggio animato in 3D. Il servizio stampa della società ha annunciato l'inizio della produzione di un film basato sull'opera teatrale Il canto della foresta della poetessa Lesja Ukraïnka. Nel marzo 2017, Film.UA e Animagrad hanno tenuto il primo pitching internazionale di Mavka e la foresta incantata al più grande forum di animazione d'Europa Cartoon Movie, in cui l'Ucraina è stata rappresentata per la prima volta.
Un teaser trailer del film è stato rilasciato il 18 luglio 2017. Il 1º febbraio 2023 è stato distribuito un trailer ufficiale, che presenta la canzone "Language of the Wind" eseguita da Chrystyna Solovij e Artem Pyvovarov.

## Distribuzione
Dopo sette anni di produzione, Mavka e la foresta incantata è stato presentato in anteprima in Ucraina il 2 marzo 2023 e ha stabilito record al botteghino nel paese con la sua apertura, battendo Avatar - La via dell'acqua con 189.048 spettatori. Nella prima settimana di proiezioni, il botteghino del film ha totalizzato ₴ 24,9 milioni, che è diventato un record al botteghino tra le uscite nazionali ucraine. Per sei fine settimana al cinema, sono stati venduti 1.011.735 biglietti per il film e il botteghino nazionale ha totalizzato ₴ 127.531.211. Per dieci fine settimana al cinema, sono stati venduti 1.144.522 biglietti per il film e il botteghino nazionale ha totalizzato ₴ 143.930.311.
A livello internazionale, il film è distribuito in diversi mercati con più di 80 paesi che hanno acquisito i diritti di distribuzione. Il film è uscito in Francia il 29 marzo 2023, seguito dai Paesi Bassi il 19 aprile, dall'Italia il 20 aprile, dal Portogallo il 4 maggio, dalla Germania, dalla Svizzera e dall'Austria l'8 giugno, dalla Polonia, dall'Estonia, dalla Lettonia e dalla Lituania il 14 giugno, e dal Vietnam il 16 giugno.
Negli Stati Uniti, il film è stato distribuito in DVD e download digitale il 15 agosto da Shout! Factory. Nel Regno Unito, il film è uscito per un periodo di tempo limitato il 28 luglio 2023.

## Accoglienza

### Critica
Il critico Alessio Baronci recensisce il film su Sentieri Selvaggi e lo valuta 3 stelle su 5, scrivendo che Mavka e la foresta incantata è "un affascinante cortocircuito tra cinema pop e fiaba millenaria, cinicamente didattica, che però, alla lunga, risulta irrisolta, indecisa sulla sua anima profonda".